# Rose Zhang
Rose Zhang (chinesisch 张斯洋, Pinyin Zhāng Sī Yáng; * 24. Mai 2003 in Arcadia) ist eine US-amerikanische Profigolferin. Sie gewann 2020 die U.S. Women's Amateur und 2022 als auch 2023 die NCAA Division I Championships und wurde damit die erste Frau, die den Einzeltitel zweimal gewann. Sie nahm an den U.S. Women's Open 2019 teil und war Mitglied des Goldmedaillenteams bei den Panamerikanischen Spielen 2019. Weniger als zwei Wochen nachdem sie Profi geworden war, wurde sie die erste Spielerin, die bei ihrem Profidebüt die LPGA Tour seit 1951 gewann.

## Privates Leben und Karrieranfang
Zhang wurde in Arcadia, Kalifornien, geboren und wohnt in Irvine, Kalifornien. Ihre Eltern sind Haibin Zhang (Vater) und Li Cai, und ihr Bruder ist Bill Sida Zhang, der zehn Jahre älter ist.
Sie begann im Alter von neun Jahren mit dem Golfspiel. In der High School besuchte Zhang die Pacific Academy, wo sie zweimal zur weltbesten Amateur-Golferin gekürt wurde. Sie schrieb sich 2021 an der Stanford University ein und hat noch kein akademisches Hauptfach angegeben
In 2019, im Alter von 16 Jahren, war Zhang eine der jüngsten Teilnehmerinnen der Augusta National Women's Amateur und belegte den 17. Platz. Sie wurde von der American Junior Golf Association zum Girls Rolex Junior Player of the Year 2019 ernannt. Sie nahm an den U.S. Women's Open 2019 im Alter von 16 Jahren teil und belegte mit 7 über Par den 55. Platz. Bei den Panamerikanischen Spielen 2019 gehörte sie zum siegreichen Mixed-Gender-Team der USA und belegte im Einzelwettbewerb den achten Platz.

## Professionelle Karriere
Zhang gab am 26. Mai 2023 ihre Absicht bekannt, als Profi zu spielen. Im Juni 2023, bei ihrem ersten Turnier als Profi, gewann Zhang die Mizuho Americas Open, indem sie Jennifer Kupcho am zweiten Loch eines Sudden-Death-Playoffs im Liberty National Golf Club besiegte. Zhang war die erste Spielerin, die bei ihrem Profidebüt auf der LPGA Tour seit Beverly Hanson im Jahr 1951 gewann, und das jüngste Nichtmitglied, das bei seinem ersten LPGA-Event gewann, seit Hinako Shibuno im Jahr 2019. Im Mai 2024 gewann sie den Cognizant Founders Cup und brach damit die Rekord-Siegesserie von Nelly Korda auf der LPGA Tour.